# آلخاندرو اوکانا
آلخاندرو اوکانا (انگلیسی: 2Mex؛ زادهٔ 1973) یک موسیقی‌دان اهل ایالات متحده آمریکا است. وی از سال ۱۹۹۳ میلادی تاکنون مشغول فعالیت بوده‌است.